# Положка битка
Положката битка (на албански: Beteja e Pollogut, на турски: Polog Muharebesi) е сражение от 22 април 1453 година между османска армия, под командването на Ибрахим паша и албански бунтовници, начело със Скендербег, завършило с албанска победа.

## Предистория
Скендербег губи Свети град в 1448 година след двумесечна обсада. Крепостта е жизненоважна за стратегическата му отбрана на Албания, тъй като охранява един от основните планински проходи, водещи в страната откъм Македония. Затова той полага усилия да го възвърне с помощта на Алфонсо V Арагонски – според Гаетския договор, подписан в 1451 година, Скендербег става васал на Алфонсо в замяна на финансова и военна помощ за продължаващата му война с османците. През зимата на 1452 година Скендербег прави планове за настъплението и получава така необходимата му артилерия и аркебузи от Алфонсо.

### Прелюдия
През пролетта на 1453 година Скендербег настъпва в Македония. През нощта армията на Скендербег се придвижва по време на силна буря, надявайки се да изненада турците. Край Тетово армията на Скендербег среща османските сили от 14 000 войници, водени от Ибрахим паша, стар приятел на Скендербег от времето на службата му в Османската армия. Скендербег заповяда на войските да спрат и прави планове да се оттегли в долината Мокра, надявайки се да вкара противника си в капан. Но Ибрахим не го последва и вместо това се разполага на лагер в котловината Полог. Тази маневра блокира евентуални бъдещи нахлувания в Македония.
В албанския лагер правят бойни планове, докато турският лагер оставаше тих. Моисей Арианит, подкрепен от Хамза Кастриоти, предлага нощна атака, но Скендербег не се съгласява, тъй като вилнее мощна буря, която би затруднила атаката.

### Битката
Съмненията на Скандербег скоро избледняват и той се съгласява за атака срещу османския лагер. На 22 април, въпреки бурите, Скендербег заповядва бърза атака на конницата, която нахлува в лагера на врага, причинявайки хаос. Скендербег се сблъсква с Ибрахим и го предизвиква на личен двубой, в който го побеждава и обезглавява. Главата на Ибрахим е набита на копие, подобно на тази на Владислав III в 1444 година, и турските войски бързо се разбягват.

## Последици
Турците оставят на бойното поле 3000 убити. Армията на Скандербег разграбва околностите, преди да се върне в Дебър триумфално с армията си, с която раздея плячката си. Същата година пада Константинопол и е унищожена Византийската империя, което е силен удар за Скендербег във войната му с османците.